# Steropleurus bouiblani
Steropleurus bouiblani är en insektsart som beskrevs av Nadig 1995. Steropleurus bouiblani ingår i släktet Steropleurus och familjen vårtbitare. Inga underarter finns listade i Catalogue of Life.